# Hakea plurinervia
Hakea plurinervia är en tvåhjärtbladig växtart som beskrevs av F. Müll. och George Bentham. Hakea plurinervia ingår i släktet Hakea och familjen Proteaceae. Inga underarter finns listade i Catalogue of Life.